# Mairiporã
Mairiporã est une ville brésilienne de l'État de São Paulo.
La population estimée en 2024 est de 97 399 habitants et la superficie est de 320 697 km². Selon l'Atlas brésilien du développement humain lancé par le Programme des Nations Unies pour le développement en 2013, Mairiporã figure parmi les 100 villes du pays avec le meilleur indice de développement humain, occupant la 76ème position dans le classement national, la 40ème position de l'État et la 6ème parmi les 39 villes. dans la région métropolitaine de São Paulo.
Mairiporã est située dans la zone nord du Grand São Paulo, conformément à la loi de l'État nº 1 139 du 16 juin 2011 et, par conséquent, au Plan de développement urbain intégré de la région métropolitaine de São Paulo (PDUI).